# Русинович, Иван Алексеевич
Ива́н Алексе́евич Русинович (22 сентября 1906, Нарев — 8 ноября 1980, Белгород) — советский инженер-геолог, первооткрыватель Лебединского и Михайловского железорудных месторождений. Лауреат Ленинской премии (1959).

## Биография
Родился 22 сентября 1906 года в городе Нарев Бельского уезда Гродненской губернии Российской империи (ныне деревня Нарев, гмина Нарев, Хайнувский повят, Подляское воеводство, Польша).
С 1915 года жил с родителями в Новосибирске (отец вскоре умер).
В 1932 году окончил Сибирский геологоразведочный институт в Томске.
В 1932—1936 годах работал в различных геологических организациях и учреждениях, в том числе по изучению и разведке железорудных месторождений КМА, в 1937 году — в Кривом Poгe, в 1938—1940 годах — в  Киеве, в 1941 году вернулся на КМА.
В период Великой Отечественной войны, в 1941—1945 годах, работал на Урале.
С 1945 года и до ухода на пенсию в 1977 году занимался геологией КМА, руководил геологоразведочными работами треста «Курскгеология». В 1960 году работал в Белгородской железорудной экспедиции на разведке Гостищевского месторождения железных руд.
Умер 8 ноября 1980 года. Похоронен на Аллее почётных захоронений Белгородского кладбища.

### Семья
Сын Юрий (1933—2022) — металлург. Лауреат Государственной премии СССР и премии Правительства Российской Федерации, Заслуженный изобретатель РСФСР.

## Научная деятельность
Автор многих научных работ, посвящённых генезису, методике разведки, сравнительной оценке и прогнозу богатых железных руд КМА.
Соавтор 3-томника «Геология, гидрогеология и железные руды бассейна КМА», вышедшего в 1969 году.
При его непосредственном участии открыты и разведаны Лебединское, Коробковское, Стойленское, Михайловское, Гостищевское, Тетеревино-Малиновское и Большетроицкое железорудные месторождения.
Написал более 40 отчётов и опубликовал ряд работ, использованных при проектировании и строительстве территориально-производственного комплекса КМА («Результаты геолого-разведочных работ на Стойленском участке Курской магнитной аномалии», «Гостищевское месторождение богатых железных руд» и другие).

## Награды
- Ленинская премия (1959) — за открытие и разведку богатых железорудных месторождений Белгородского района КМА;
- Знак «Отличник разведки недр» (1968);
- Знак «Первооткрыватель месторождения» (1973, 1977) — за открытие Лебединского и Михайловского месторождений.